# Michel Leblond
Michel Leblond (Reims, 10 maggio 1932 – Reims, 17 dicembre 2009) è stato un allenatore di calcio e calciatore francese, di ruolo centrocampista.

## Carriera
Giocò nella massima serie francese nello Stade Reims, con cui vinse quattro campionati francesi, negli anni 1953, 1955, 1958 e 1960, una coppa nazionale nel 1958, e a livello internazionale una Coppa Latina nel 1953. Concluse la carriera nello Strasburgo. Segnò il primo gol nella prima finale della storia della Coppa dei Campioni/UEFA Champions League, nell'edizione 1955-1956.

## Palmarès

### Giocatore

#### Competizioni nazionali
- Campionato francese: 4

Reims: 1952-1953, 1954-1955, 1957-1958, 1959-1960
- Coppa di Francia: 1

Reims: 1957-1958
- Supercoppa francese: 3

Reims: 1955, 1958, 1960
- Coppa Charles Drago: 1

Reims: 1954

#### Competizioni internazionali
- Coppa Latina: 1

Reims: 1953